# Лаодіка V
Лаодіка V (2 ст. до н. е. — 150 р. до н.е.) — селевкідська принцеса. Взяла шлюб з македонським царем Персеєм. Можливо, після захоплення держави римлянами, вона повернулася додому і вийшла заміж за свого брата Деметрія I Сотера. 

## Біографія

### Сім'я та раннє життя
Лаодіка народилася і виросла в імперії Селевкідів. Була дочкою селевкідського басилевса Селевка IV Філопатора та його дружини Лаодики IV. У неї було два брати: Антіох і Деметрій I Сотер. 

### Перший шлюб
Антигонідський македонський цар Персей досяг  значних дипломатичних успіхів в Імперії Селевкідів, Греції та на острові Родос. В результаті цього він одружився з Лаодікою  в 178 р. до н.е., або в 177 р. до н.е., зробивши Лаодіку королевою Македонії. Про цей час в істориків дуже мало відомостей як про  королеву та її стосунки з Персеєм. Лаодіка народила Персею щонайменше чотирьох дітей: Александра, Філіппа, Андріска і дочку. 
Після серії сутичок з Римською республікою війська Персея були розбиті римлянами, якими керував консул Луцій Емілій Паулла в битві при Підні в 168 р. до н.е. Згодом Македонія стала римською провінцією. Персей та його діти стали римськими полоненими та були вивезені до Риму, де їх показали населенню Риму як частину тріумфу Луція Емілія Паулла. Десь між 165 та 162 р. до н.е. Персей помер в полоні. Мало відомо про подальшу долю дітей Персея та Лаодіки. В хроніках згадується лише Александр, який був ще дитиною, коли Персей був переможений римлянами. За словами Лівія, його тримали під вартою в Альбі Фуцені разом із батьком. Відомо, що Олександр мешкав у Торевтиці, вивчив латинську мову та став державним нотаріусом. Поразка в битві та полон Персея і його дітей стали кінцем антигонідського правління в Македонії та її територіями. 

### Життя після Персея
На відміну від свого чоловіка, Лаодіка, схоже, уникла полону і етапування до Риму. Більшу частину свого життя до 160-х років до.н.е прожила у дворі свого дядька Антіоха IV Епіфана та її брата Антіоха V Евпатора. Після їх смерті її брат Деметрій I Сотер став королем Селевкидів. Деметрій I правив з 161 р. до 150 р. до н.е. Є ймовірність, що Деметрій I одружився з Лаодікою, але це не точно. Однак очевидно, що дружину Деметрія звали Лаодікою, і вона була матір'ю  трьох його синів Деметрія II Нікатора, Антіоха VII Сидета  та Антигона. 
Близько 160 р. До н. Е. Деметрій I запропонував Лаодіку близькому родичу по материній лінії Аріарату V Каппадокії , але взяти шлюб Аріарат V відмовився.  У 158 році до нашої ери в Каппадокії відбулася громадянська війна між Аріаратом V та його братом Орофернами Каппадокії. Деметрій був дуже засмучений відмовою Аріарата і підтримав повстанців. Однак до 156 р. до н. е. Аріарат V отримав перемогу у громадянській війні в Каппадокії. Влітку 152 р. до н.е. претендент Александр I Балас проголосив себе сином Антіоха IV і спадкоємцем престолу Селевкідів. У військовому поході проти Олександра Баласа поблизу Антіохії  війська Деметрія I зазнали поразки. У 150 р. до н.е. Лаодіка була убита разом з Деметрієм І. 